# ایستگاه پاریس-برسی-بورگوین-پی دوورنی
ایستگاه پاریس-برسی-بورگوین-پی دوورنی (فرانسوی: Gare de Paris-Bercy-Bourgogne-Pays d'Auvergne‎) یکی از شش ایستگاه راه‌آهن بزرگ در شهر پاریس، فرانسه است.
این ایستگاه که در سال ۱۹۷۷ تاسیس شده به خط راه‌آهن پاریس-مارسی متصل است.

## نگارخانه

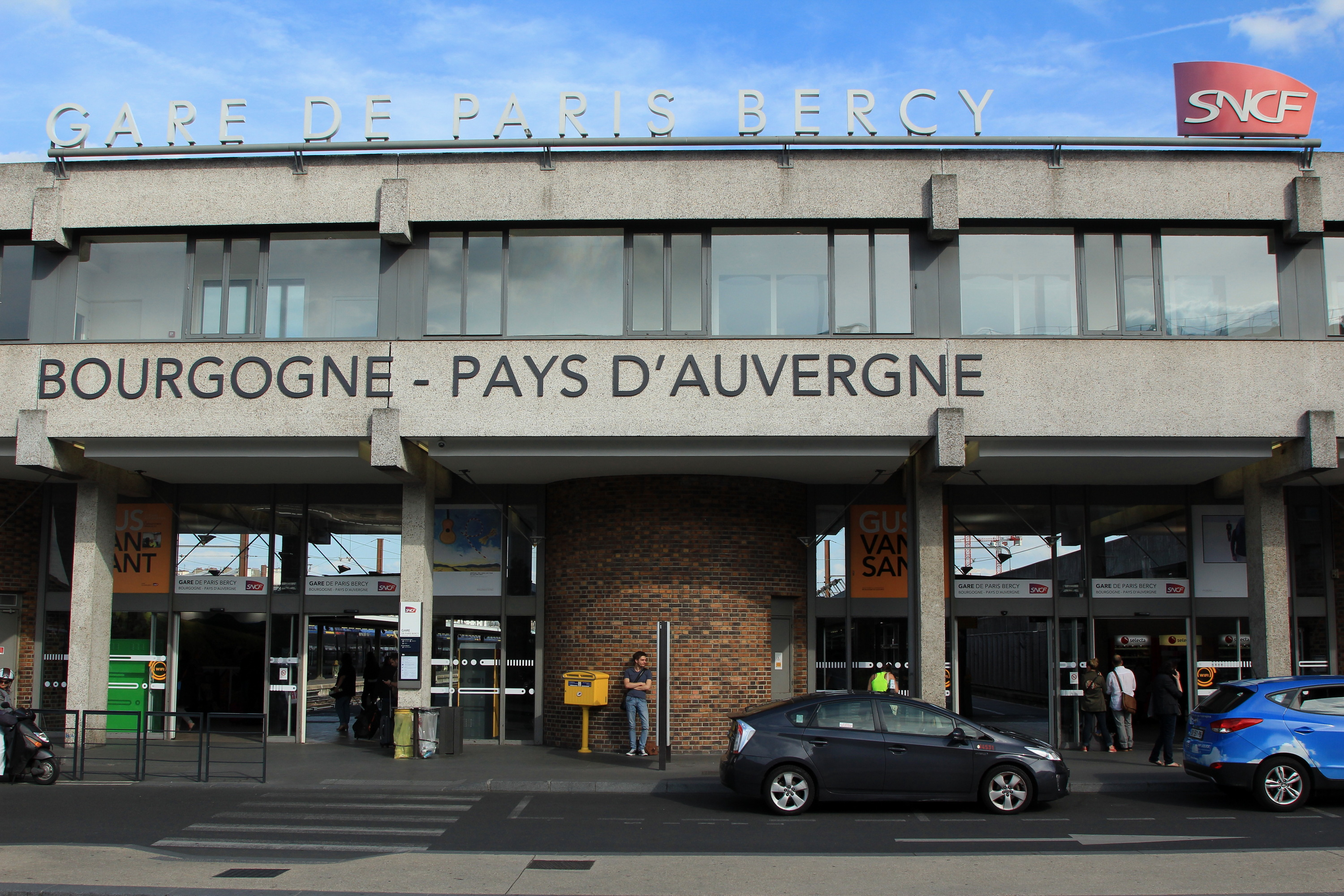
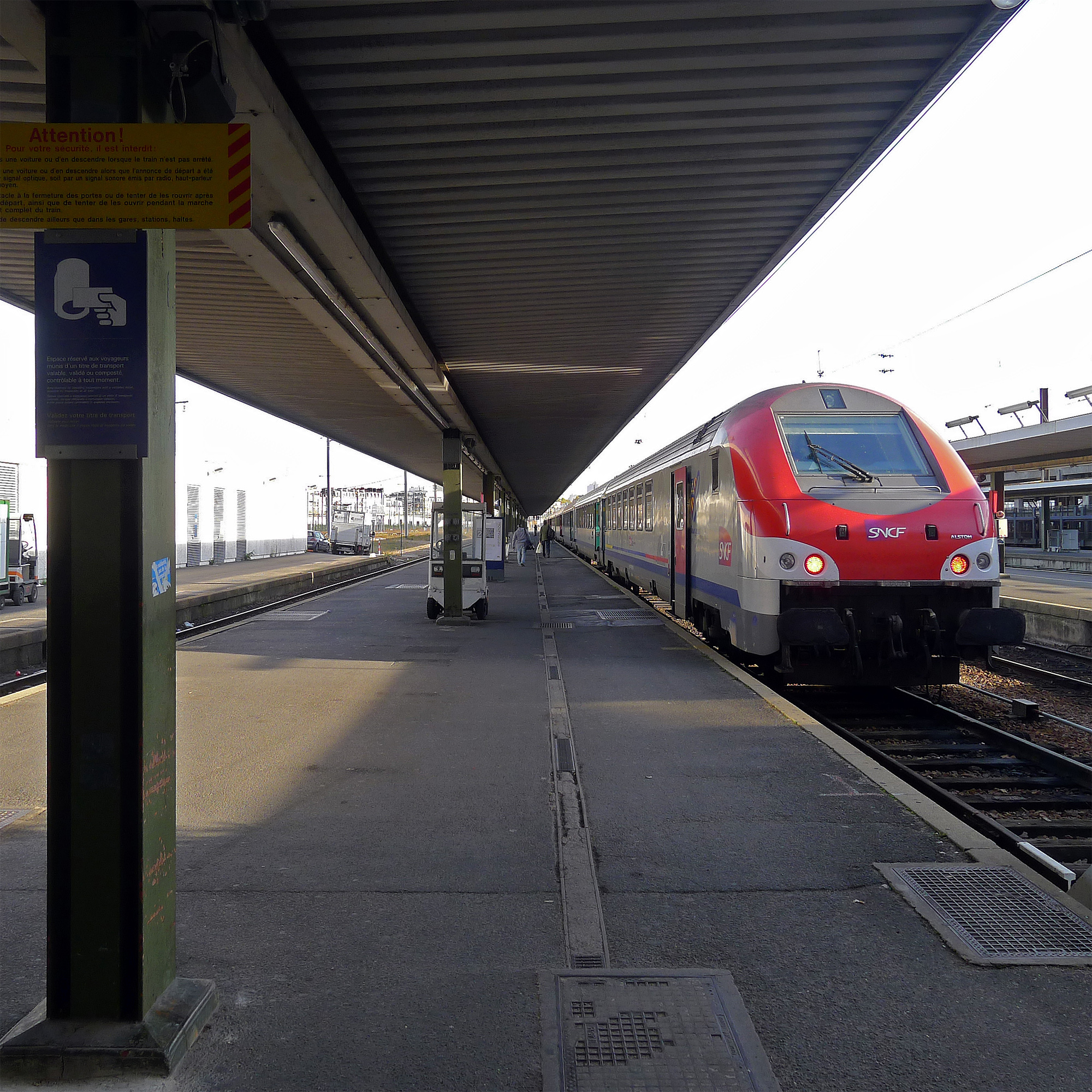
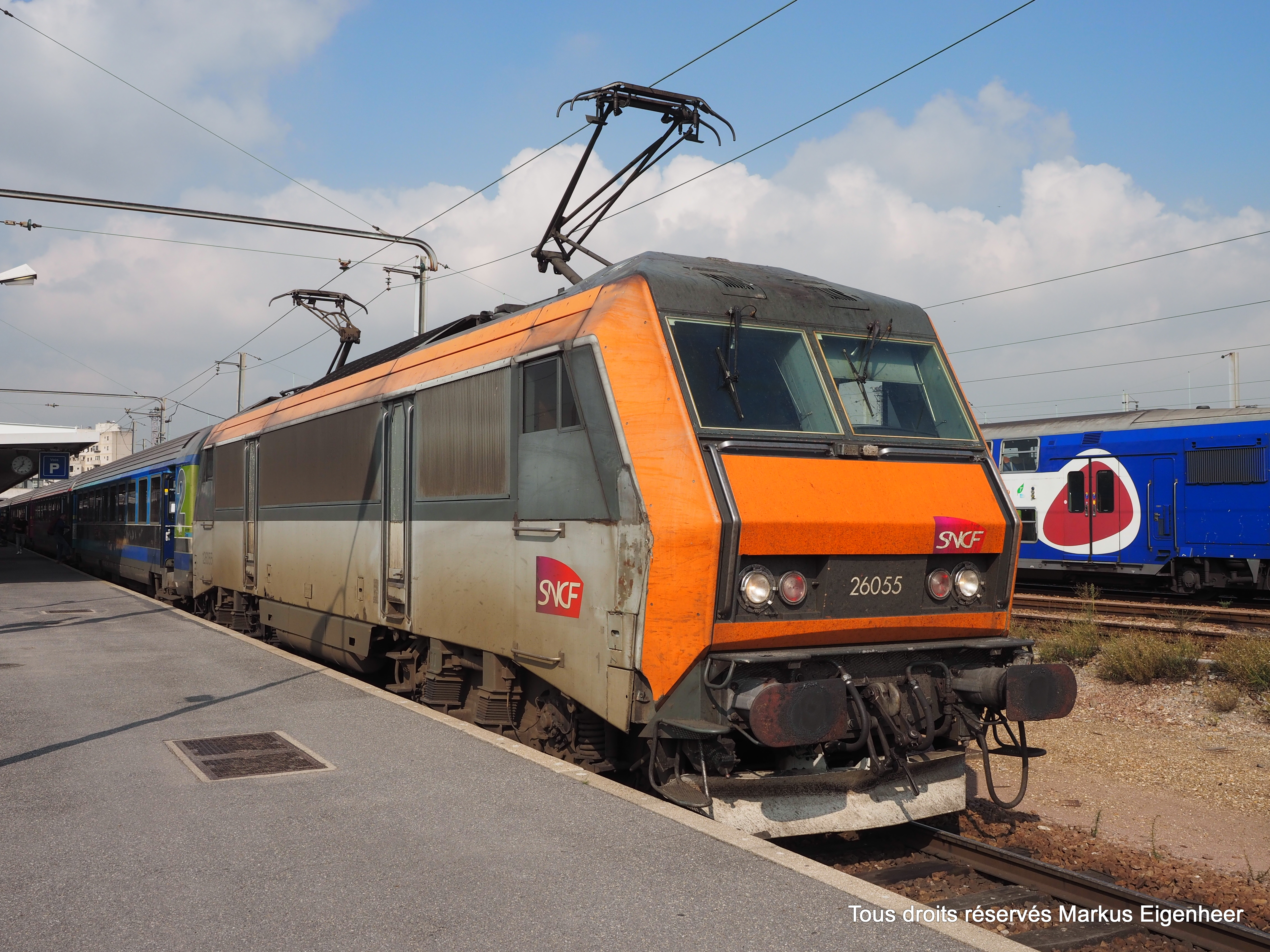
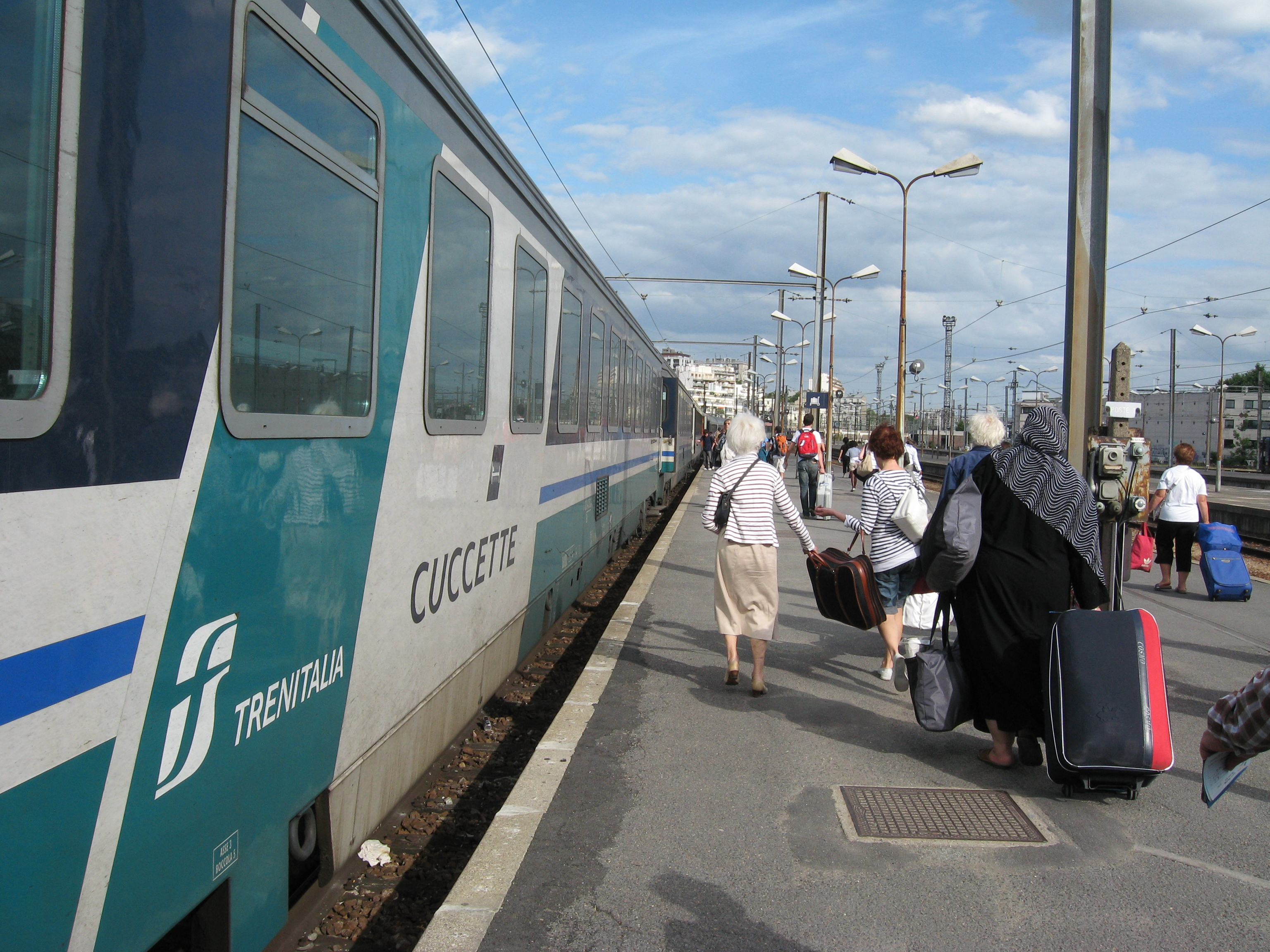